# Meram (Konya)

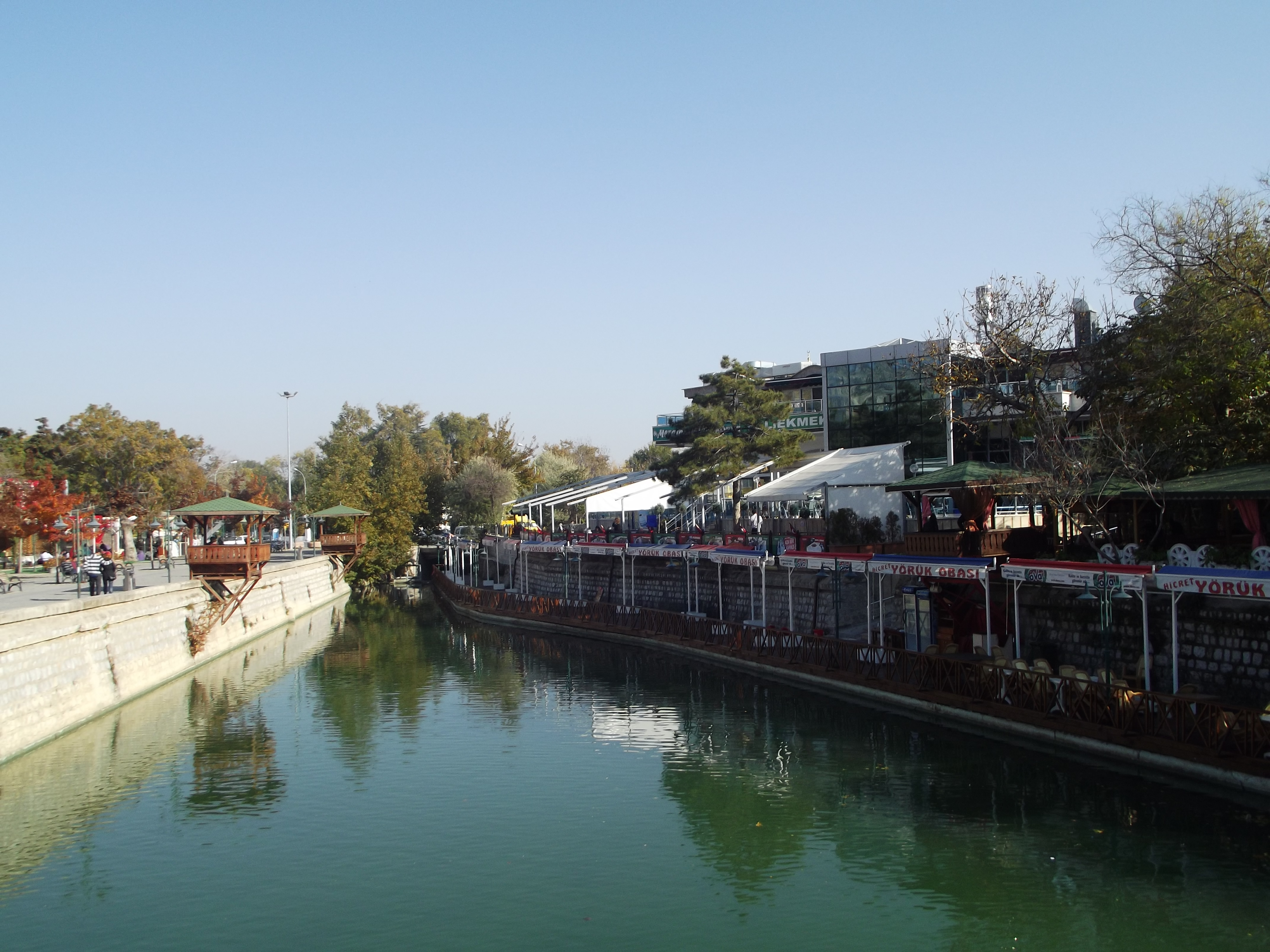
Der Fluss Meram beim Stadtteil Selam

Meram ist eine Stadtgemeinde (Belediye) im gleichnamigen Ilçe (Landkreis) der Provinz Konya in der türkischen Region Zentralanatolien und gleichzeitig ein Stadtbezirk der 1986 gebildeten Büyükşehir belediyesi Konya (Großstadtgemeinde/Metropolprovinz). Seit der Gebietsreform 2013/2014 ist die Gemeinde flächenmäßig deckungsgleich mit dem Landkreis.
Zu Meram gehört der südwestliche Teil der Kernstadt von Konya.
Der Landkreis liegt im Zentrum der Provinz. Er grenzt im Osten an Karatay und Çumra, im Süden an Akören, im Westen an Seydişehir und Beyşehir, im Nordwesten an Derbent und im Norden an Selçuklu. Durch den Landkreis verlaufen von Konya aus nach Westen die Fernstraßen D-330 nach Beyşehir und Isparta und D-696 nach Seydişehir sowie nach Süden eine Landstraße nach Akören und Bozkır. Im Norden liegt der Südhang des Bergzugs Selçuk Dağı mit einer Höhe von 2050 Metern, im Süden der Nordostteil des Erenler Dağı mit dem 1221 Meter hohen Gipfel Topattıran Tepesi. An der westlichen Grenze zu Seydişehir liegt der See Gavur Gölü. Aus dessen Umgebung fließen verschiedene kleine Flüsse nach Osten, einer davon wird weiter östlich, an der Grenze zu Akören, zum Hatunsaray Barajı aufgestaut.
Nach Angaben der Stadtverwaltung von 2019 beträgt die Fläche Merams 1949 km².
Über die Höhenlage der Stadt gibt es verschiedene Angaben, meist werden 1044 Meter angegeben, die Stadtverwaltung Meram nennt 1016 Meter, die englische Wikipedia 1037 Meter (ohne Quellenangabe) und die Seite Harita.tr nennt 1028 Meter.

## Geschichte
Die Planung des Kreises Meram begann am 20. Juni 1987 als Teil der Metropolregion Konya, die am 27. Juni 1987 gebildet wurde. Dabei wurde durch das Gesetz Nr. 3399 die Provinzhauptstadt Konya, also der Merkez Ilçe (zentrale Landkreis), in drei annähernd gleich große Landkreise geteilt. Selçuklu im Norden, Karatay im Osten und eben Meram im Südwesten. Am 8. August 1988 konstituierte sich dieser Landkreis.
Von der Provinzhauptstadt Konya erhielt der neue Kreis 119 der 239 Mahalle (Stadtviertel/Ortsteile) und 37 Dörfer (Köy) aus den vier Bucaks Merkez (zentraler Bucak der Hauptstadt), Hatip, Hatunsaray und Kizilören, inkl. der drei Belediye Kizilören, İnlice und Sağlık.

## Verwaltung
Bis Ende 2012 bestand der Landkreis neben der Kreisstadt aus den sechs Stadtgemeinden (Belediye) Hatunsaray, İnlice, Kavak, Kızılören, Sağlık und Sefaköy sowie 22 Dörfern (Köy) in drei Bucaks (Hatip, Hatunsaray und Kızılören), die während der Verwaltungsreform 2013/2014 in Mahalle (Stadtviertel/Ortsteile) überführt wurden. Die 87 existierenden Mahalle der Kreisstadt blieben erhalten, während die 16 Mahalle der o. g. Belediye vereint und zu je einem Mahalle reduziert wurden. Durch die Zusammenlegung der Mahalle stieg deren Zahl von 103 auf 115. Ihnen steht ein Muhtar als oberster Beamter vor.
Ende 2020 lebten durchschnittlich 4.993 Menschen in jedem der (jetzt) 69 Mahalle. Die bevölkerungsreichsten davon sind:
- Havzan Mah. (21.292)
- Alavardı Mah. (18.356)
- Aşkan Mah. (15.505)
- Gödene Mah. (15.300)
- Uzunharmanlar Mah. (14.259 Einw.)

- Kovanağzı Mah. (13.322)
- Melikşah Mah. (12.986)
- Yenişehir Mah. (12.742)
- Bahçeşehir Mah. (12.130)
- Aymanas Mah. (12.109 Einw.)
- Alakova Mah. (12.097)
- Aydoğdu Mah. (11.907)
- Hadimi Mah. (11.474)
- Uluırmak Mah. (11.904)
- Pirebi Mah. (10.199 Einw.)

## Sehenswürdigkeiten
Im Nordosten des Landkreises liegt der Südwestteil der Stadt Konya mit zahlreichen Museen, Moscheen und anderen sehenswerten Gebäuden. Da Konya vom 11. bis zum 13. Jahrhundert die Hauptstadt der Rum-Seldschuken war, hat ihre Architektur die Stadt geprägt. Erwähnenswert sind folgende Bauten aus der Seldschuken-Zeit:
- die İplikci Camii (auch: Ahmed Bey Camii) mit einer Medrese (Koranschule) aus dem Jahre 1202;
- die Sırçalı Medrese (auch: Açık Avlulu Medrese), eine Koranschule, erbaut 1242. Heute ist sie ein städtisches Museum;
- die Sahip Ata Külliyesi, ein Gebäudekomplex bestehend aus Moschee, Grabanlage, Hamam und Brunnen, errichtet von 1258 bis 1274;
- die Şeyh Sadreddin Konevi Küllüyesi, bestehend aus einer Bibliothek, Moschee und Grabanlage aus  dem Jahre 1274;
- die alte Brücke über den Meram aus dem 13. Jahrhundert.

Weitere historische Bauwerke im Stadtgebiet Meram/Konya:
- die Tursunoğlu Camii (auch: Tahir Paşa Camii), die erste Moschee im osmanischen Baustil, errichtet 1389;
- sowie die 1910 erbaute römisch-katholische Sankt-Paulus-Kirche, das einzige christliche Gotteshaus in Konya, das noch genutzt wird.

Im Landkreisgebiet befinden sich
- im Mahalle Hatip, südwestlich der Kernstadt von Konya, das 1996 entdeckte hethitische Felsrelief von Hatip, das den Großkönig Kurunta, Sohn von Muwatalli II., zeigt.[5]
- circa 45 km südlich von Meram bei dem ehemaligen Dorf Gökyurt die Ruinen der griechisch-römischen Stadt Kilistra aus dem 1. Jahrhundert v. Chr. bis 9. Jahrhundert n. Chr.

Da die Seidenstraße von Konya nach Beyşehir, (ungefähr die heutige Nationalstraße D-330) durch den nördlichen Landkreis verlief, wurden von den Seldschuken auf dieser Strecke Karawansereien errichtet. Vier davon liegen im Landkreis Meram:
- der Dibi Delik Han, erbaut von 1200 bis 1210, in Meram
- der Kızılören Han, erbaut um 1205/06, in Kızılören
- der Kızılören Küçük Han, erbaut Anfang des 13. Jahrhunderts, in Kızılören
- der Kuruceşme Han, erbaut von 1207 bis 1210, westlich von Kızılören

(siehe auch Liste der Seldschuken-Hane in der Türkei)

### Bildergalerie

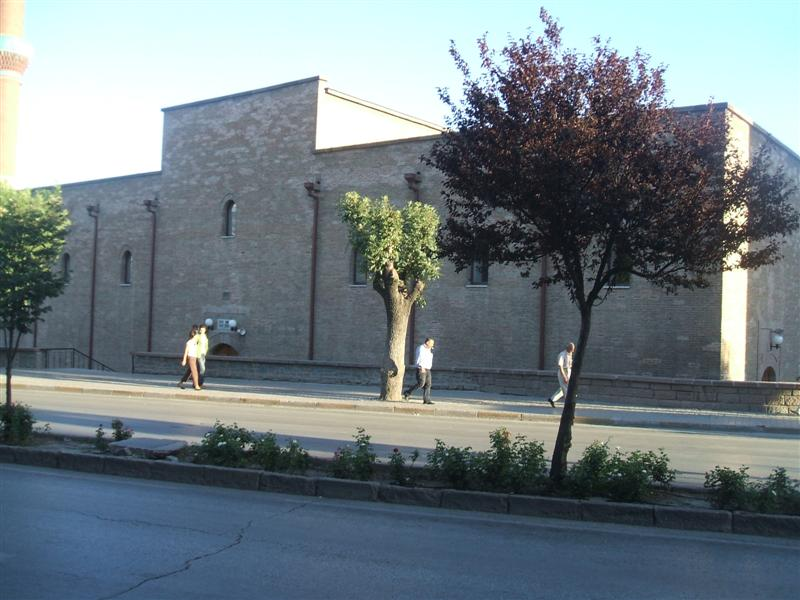
İplikci Moschee in Meram
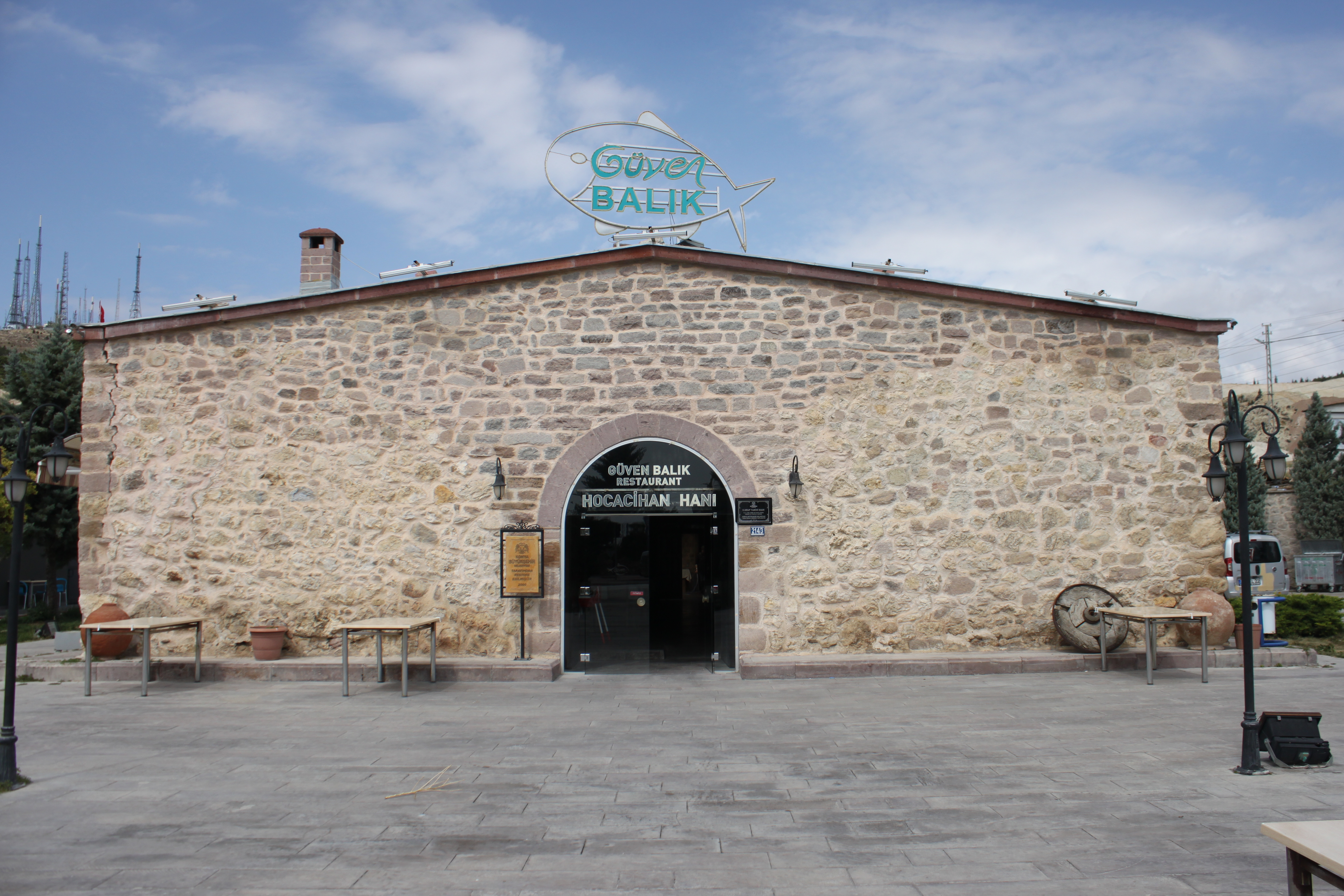
Dibi Delik Han (auch Hocaci Khan, Akbaşhi Khan, Akyokuş Khan) in Meram
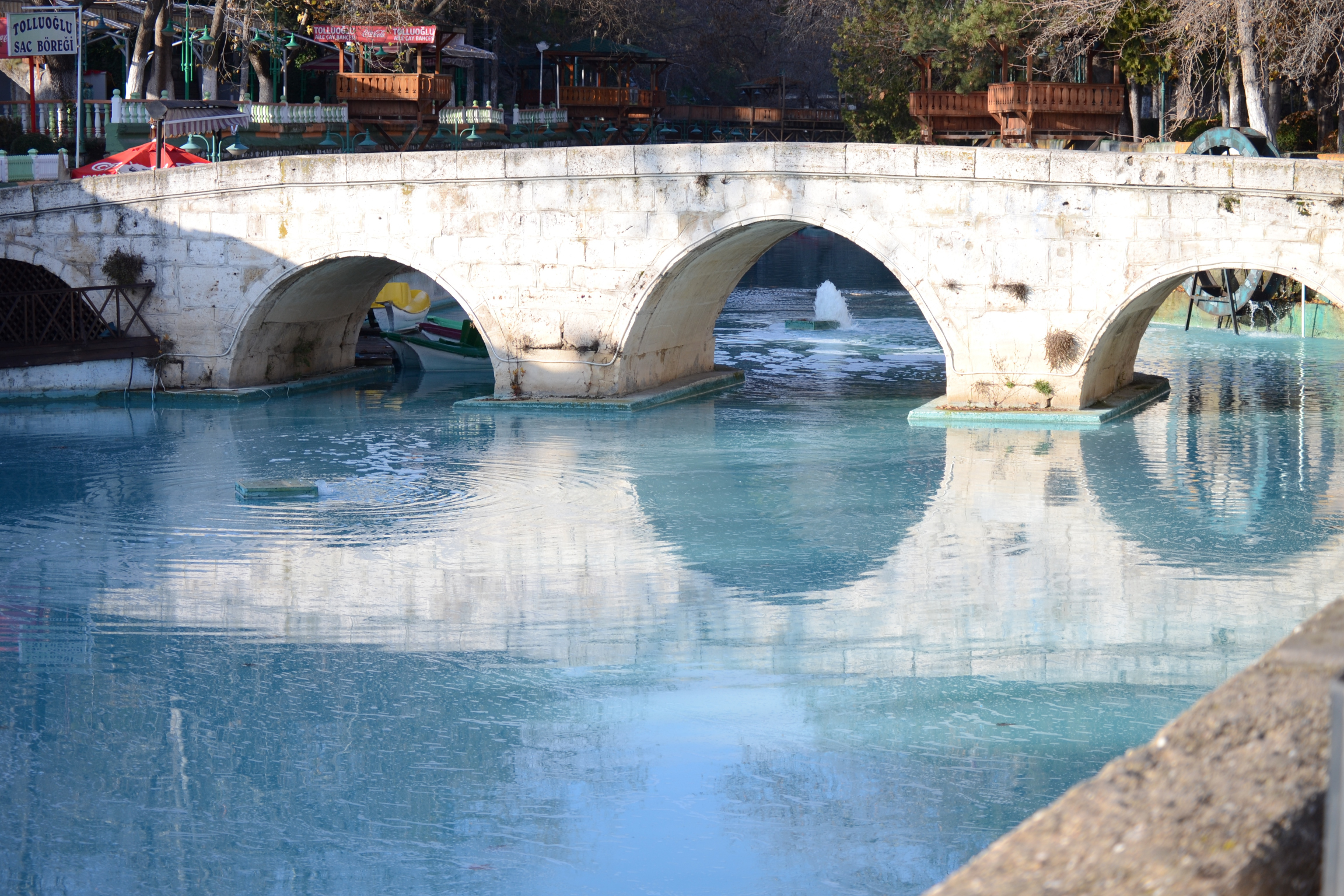
Römerbrücke in Kilistra
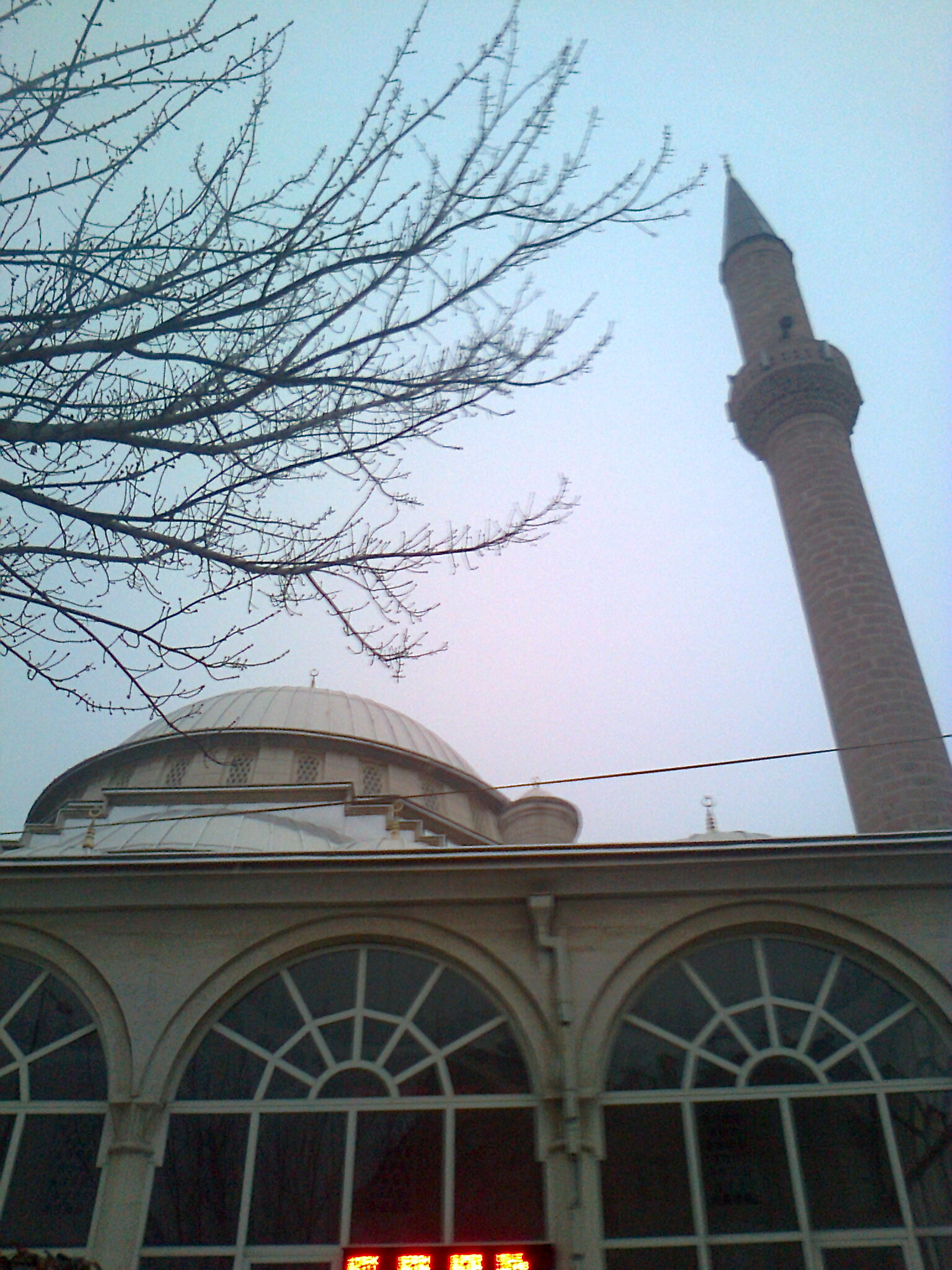
Alavardı Moschee in Yaka
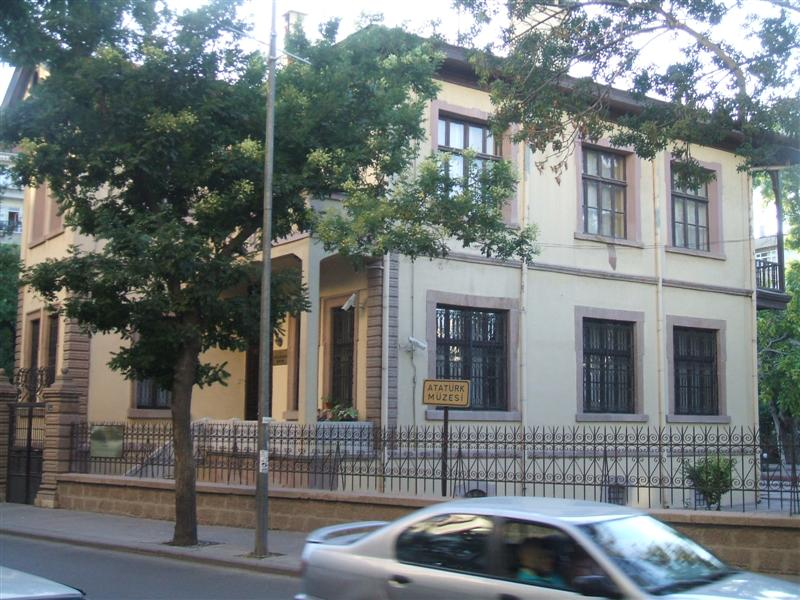
Atatürk-Haus in Meram (heute Museum)
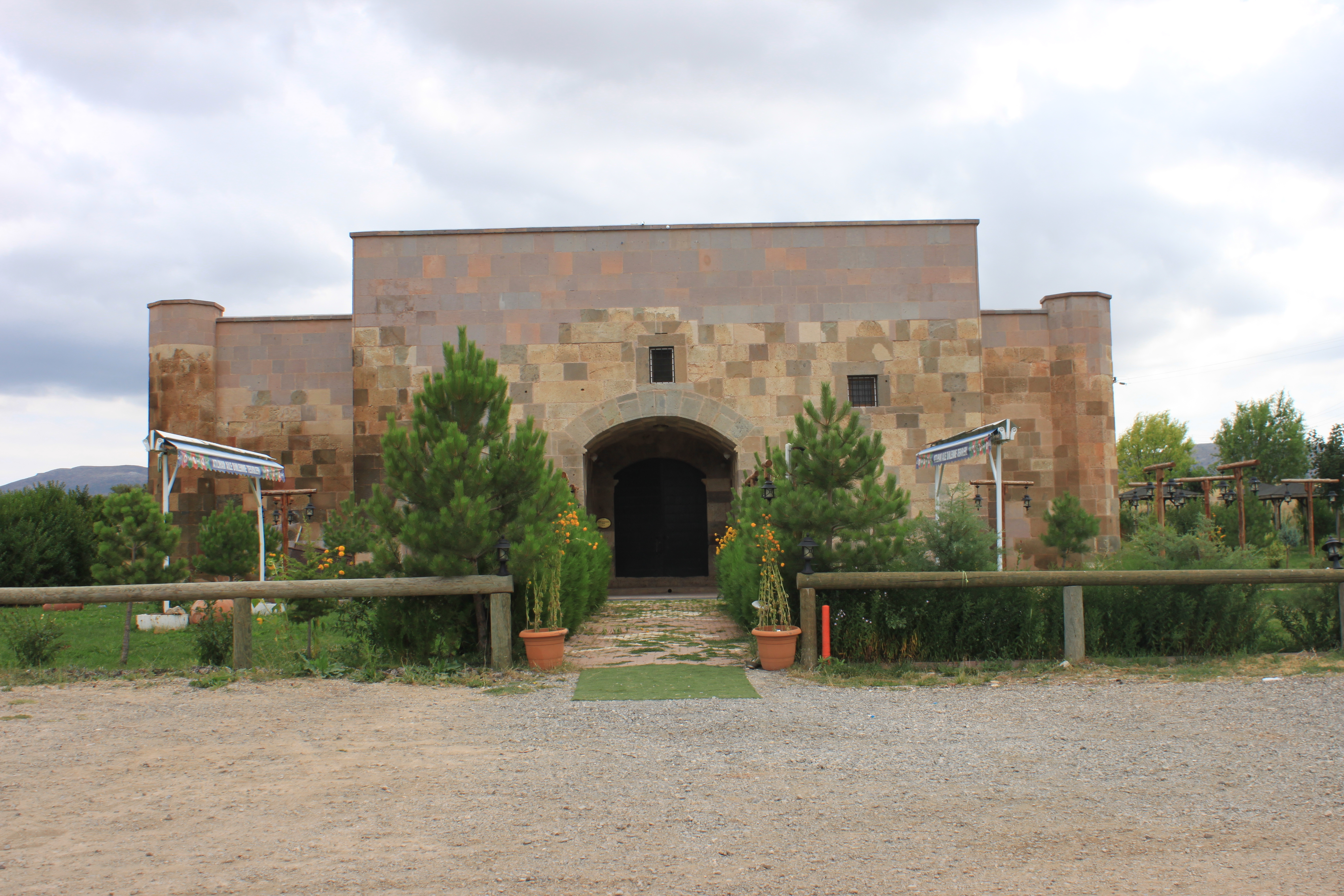
Kızılören Han (auch Yazıönü Han, Atlı Han, Kızılviran Han, Emir Kandemir Han, Yazonu Han und Yaz Han)
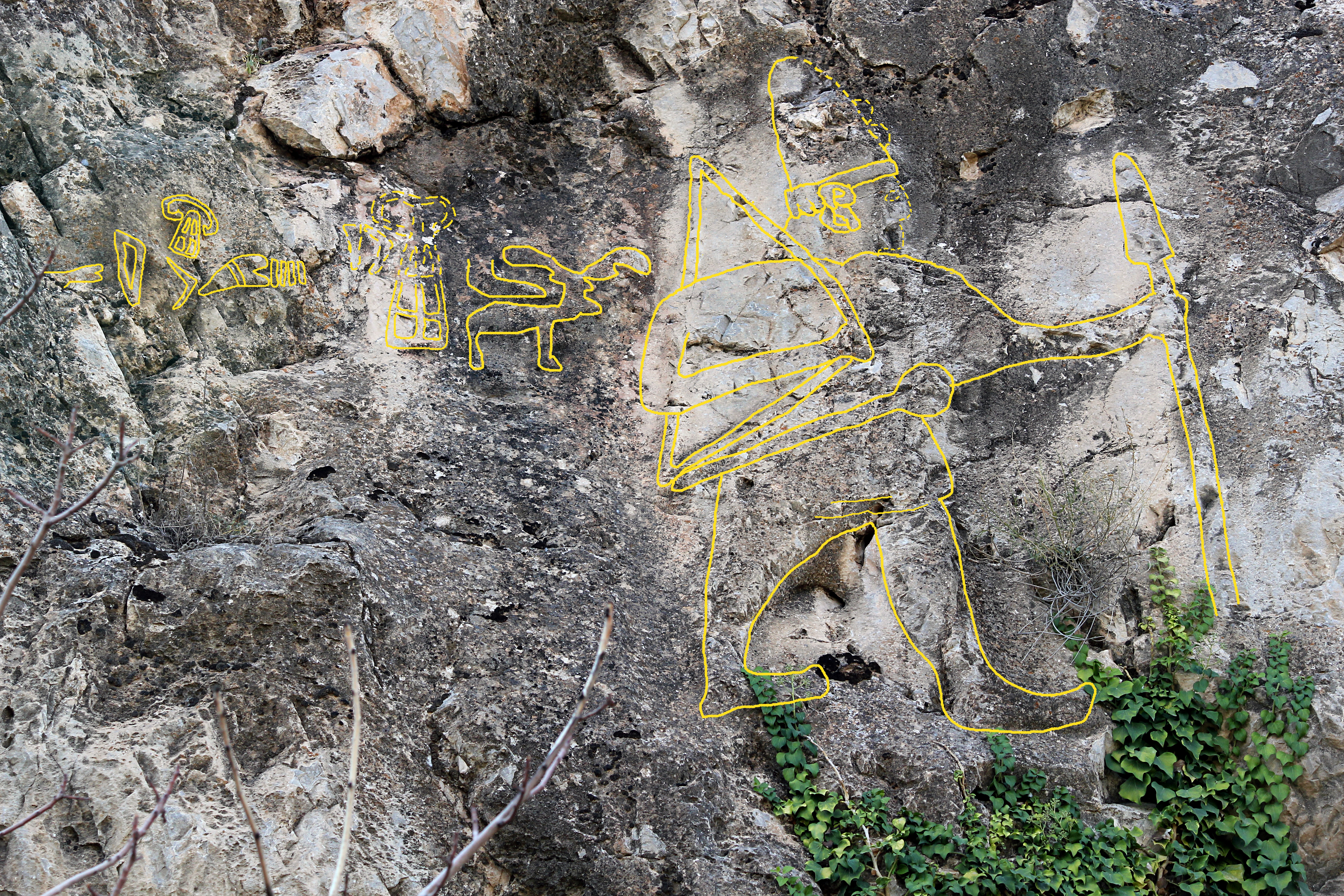
Relief von Hatip mit Umzeichnung

## Städtepartnerschaft
Meram hat eine Städtepartnerschaft mit:
 Mauretanien; Akjoujt, Verwaltungsregion Inchiri, Mauretanien

## Persönlichkeiten
- İbrahim Alan (* 1994), Fußballspieler
- Abdülkerim Bardakçı (* 1994), Fußballspieler
- Mehmet Abdullah Çoban (* 1991), Fußballspieler
- Muhammet Yürükuslu (1991–2018), Fußballspieler